# Stadio Is Arenas
Stadio Is Arenas – nieczynny stadion piłkarski znajdujący się w mieście Quartu Sant’Elena (prowincja Cagliari) we Włoszech.
Swoje mecze rozgrywał na nim zespół Sant’Elena Quartu, a w sezonie 2012/13 Cagliari Calcio, ponieważ Stadio Sant’Elia nie spełniał wymagań na mecze pierwszoligowe.. Jego pojemność wynosiła 16 500.

## Historia

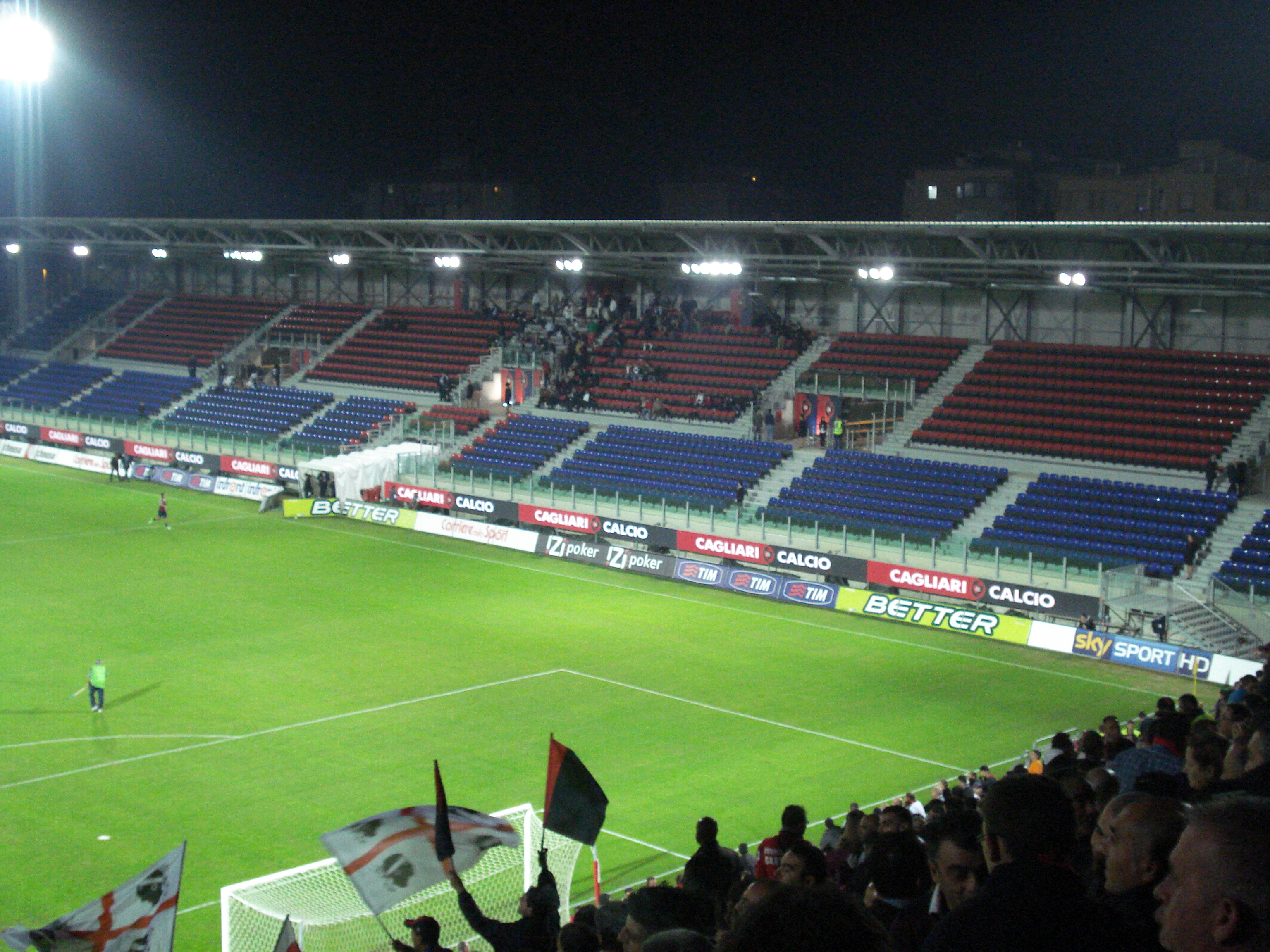
Centralna trybuna pozostała zamknięta na mecz Cagliari-Katania w dniu 10 listopada 2012 roku

Stadion Is Arenas zawdzięcza swoją nazwę miejscowości o tej samej nazwie, w której się znajduje, która jest popularnym toponimem w innych częściach Campidano. Is Arenas w języku kampidańskim na Sardynii oznacza "piaski", ponieważ w przeszłości występowały tam liczne nadmorskie wydmy. Powstał jako wielofunkcyjny obiekt sportowy w Quartu Sant’Elena, został rozbudowany w latach 80. XX wieku, aby umożliwić lokalnemu zespołowi Sant’Elena Quartu rozgrywanie mistrzostw w Serie C2, najwyższym poziomie osiągniętym przez miejscowy zespół.
Znalazł się w centrum uwagi w 2012 roku, kiedy Cagliari Calcio zdecydowało się przenieść do Quartu Sant’Elena po opuszczeniu stadionu Stadio Sant’Elia z powodu jego częściowej bezużyteczności, co pozwoliłoby mu (choć z bardzo małą pojemnością) na zatwierdzenie do mistrzostw Serie A.
29 czerwca 2013 prezydent regionu Ugo Cappellacci zadeklarował, że za obopólną zgodą z klubem piłkarskim Cagliari Calcio powróci do Stadio Sant’Elia do końca września. W międzyczasie system Quartese został zdemontowany: pomost trybun został następnie w dużej mierze przeniesiony z powrotem do Stadio Sant’Elia, a następnie wykorzystany do budowy nowego tymczasowego stadionu w Cagliari, Sardegna Arena.
W 2017 roku został zamknięty całkowicie.